# André Beaunier
Pour les articles homonymes, voir Beaunier.
Marie Auguste André Beaunier est un romancier et critique littéraire français, né le 22 septembre 1869 à Évreux, et, mort le 10 décembre 1925 en son domicile dans le 7e arrondissement de Paris.

## Biographie
Fils d'Auguste-Désir Beaunier, avoué d'Évreux, et Berthe-Marie Durand, André Beaunier fait ses études au lycée Henri-IV puis entre à l'École normale supérieure en 1890 où il partage sa chambre avec Léon Blum, René Berthelot et Célestin Bouglé. Il est agrégé des lettres. Il effectue son service militaire dans l'infanterie en 1893-1894.
Il est chroniqueur littéraire au Journal des débats, au Figaro, à la Revue des deux Mondes en 1912 puis éditorialiste et critique dramatique à l'Écho de Paris en 1916.
Remarqué en 1904 avec la parution de son roman Picrate et Siméon, qui reçoit un bon accueil de la critique et des lecteurs, il publia de nombreux ouvrages, romans, critique littéraire, essais, histoire...
Le 17 février 1908, il se marie avec la chanteuse d'opéra Jeanne Raunay, fille du peintre Jules Richomme. Mezzo-soprano, elle chanta à l'Opéra de Paris (Guillaume Tell, Rigoletto…). Elle créa des rôles principaux et chanta des œuvres de Vincent d'Indy ou de son témoin de mariage et ami le musicien Gabriel Fauré. Elle chanta Verdi sur scène à Covent Garden avec le ténor Caruso.
Elle donna des cours de chant et publia des recueils de souvenirs dont Un diner avec M. Degas en 1929.
En 1925, il est président de la Société libre d'agriculture, sciences, arts et belles-lettres de l'Eure.
Ami avec Paul Bourget avec lequel il écrivit une pièce de théâtre, c'est par lui qu'il se fit remettre la croix de chevalier de la Légion d'honneur le 27 juillet 1913 puis celle d'officier le 18 octobre 1921. 
Il habita 4 rue Moncey à Paris et résida au no 20 avenue de la Prise-d'Eau au Vésinet dans les années 1910. Ses obsèques sont célébrées dans la basilique Sainte-Clotilde de Paris.
Le 4 octobre 1936, un buste d'André Beaunier fut inauguré au jardin des plantes d'Évreux,.

## Œuvre

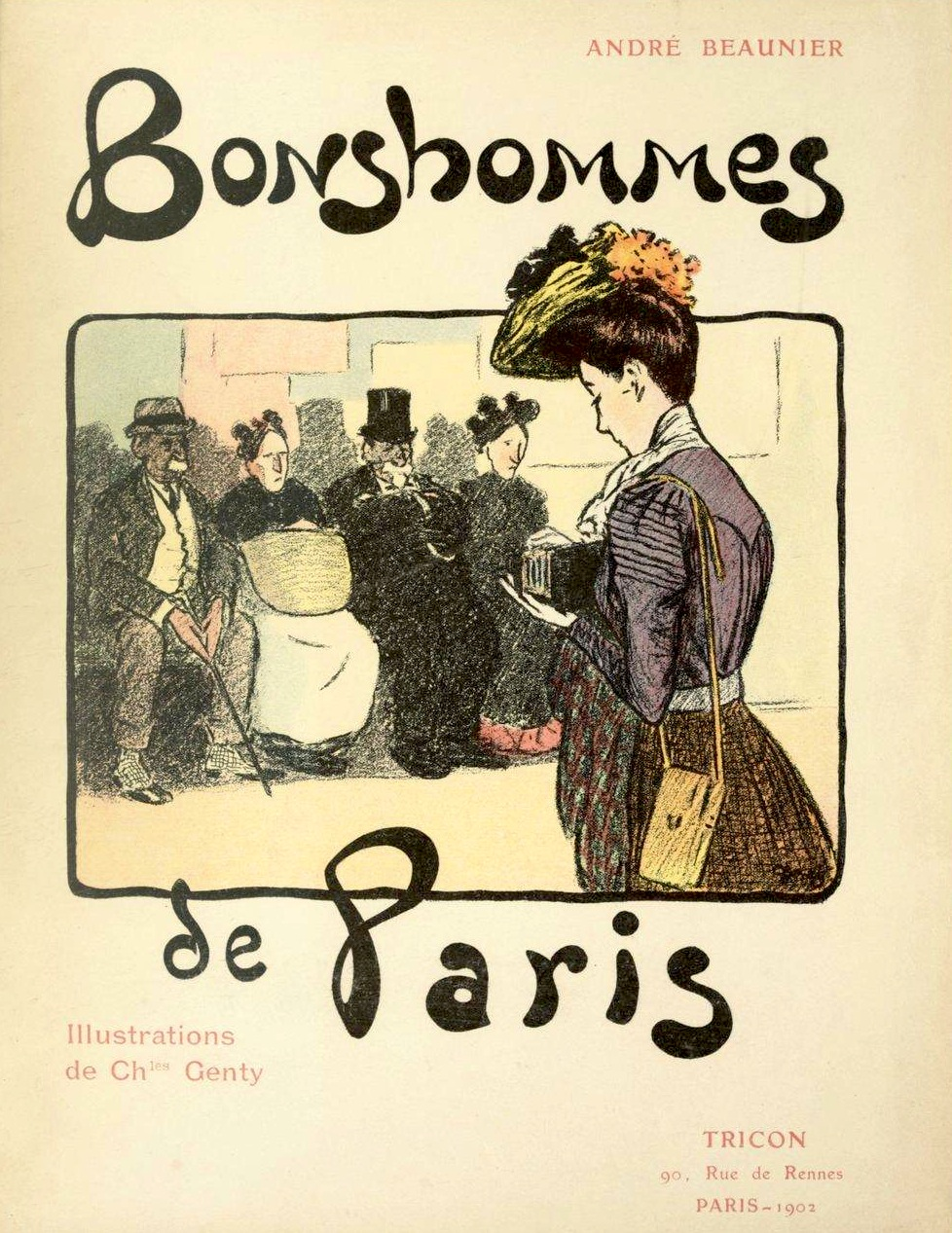
Illustration par Charles Genty de la couverture de l'ouvrage Bonshommes de Paris d'André Beaunier.

- Les Dupont-Leterrier (roman), Paris, Société libre d'édition des gens de lettres, 1900.
- Notes sur la Russie, Paris, Tricon, 1901.
- La Poésie nouvelle, Paris, Société du Mercure de France, 1902.
- Bonshommes de Paris, illustrations de Charles Genty, Paris, Tricon, 1902.
- Les trois Legrand ou le danger de la littérature (roman), Paris, Eugène Fasquelle, 1903.
- Picrate et Siméon (roman), Paris, Bibliothèque-Charpentier, Eugène Fasquelle éditeur, 1904.
- Le roi Tobol (roman), Paris, Eugène Fasquelle, 1905.
- L'art de regarder les tableaux, Paris, Librairie Centrale des Beaux-Arts, Émile Lévy éditeur, éditeur, 1906.
- Les Souvenirs d’un peintre, Paris, Bibliothèque-Charpentier, Eugène Fasquelle éditeur, 1906.
- L'Art de regarder les tableaux, Paris, Émile Lévy, 1906.
- Éloges, Paris, R. Roger et F. Chernoviz, 1909.
- La fille de Polichinelle, Paris, Eugène Fasquelle éditeur, 1909.
- Pour la défense française, Contre la réforme de l'orthographe, Paris, Librairie Plon, Plon-Nourrit & Cie, 1909.
- Les Limites du cœur, comédie en un acte (représentée pour la première fois à la Comédie-Française le 11 juin 1910), Paris, E. Fasquelle, 1910.
- Trois amies de Chateaubriand, Paris, Bibliothèque-Charpentier, Eugène Fasquelle éditeur, 1910.
- Visages d'hier et d'aujourd'hui, Paris, Librairie Plon, Plon-Nourrit & Cie, 1911.
- Le Sourire d’Athéna, Paris, Librairie Plon, Plon-Nourrit & Cie, 1911.
- Pour la défense française, Les Plus Détestables Bonshommes, Paris, Librairie Plon, Plon-Nourrit & Cie, 1912.
- La Crise, comédie en trois actes de Paul Bourget et André Beaunier (L'Illustration, Théâtre de la Porte Saint-Martin, 3 mai 1912).
- Visages de femmes, Paris, Librairie Plon, Plon-Nourrit & Cie, 1913.
- La Révolte, Paris, Librairie Plon, Plon-Nourrit & Cie, 1914.
- Les Surboches, Paris, Bloud & Gay, 1915.
- Sentiments de la guerre, Paris, Librairie Plon, Plon-Nourrit & Cie, 1917.
- Les Idées et les Hommes, Paris, Plon-Nourrit, 1913-1916.
- Joseph Joubert et la Révolution, Paris, Librairie Académique Perrin, 1918.
- La jeunesse de Joseph Joubert et la Révolution, Paris, Librairie Académique Perrin, 1918.
- L'amour et le secret (roman), Paris, Ernest Flammarion, 1921.
- Sidonia ou le malheur d'être jolie, Paris, Calmann-Lévy, 1920.
- Suzanne et le plaisir (roman), Paris, Ernest Flammarion, 1921.
- La jeunesse de madame de La Fayette, Paris, Ernest Flammarion, 1921.
- L'assassinée (roman), Paris, Ernest Flammarion, 1922.
- Contes à Psyché, Paris, Ernest Flammarion, 1922.
- La folle jeune fille (roman), Paris, Ernest Flammarion, 1922.
- Au service de la déesse (Essais de critique), Ernest Flammarion, 1923.
- Critiques et romanciers, Paris, Les éditions G. Crès et Cie (collection Essais et critique), 1924.
- Irène exigeante, comédie en un acte, théâtre de L'Œuvre, février 1924.
- Une âme de femme (roman), Paris, Ernest Flammarion, 1924.
- Le roman d'une amitié : Joseph Joubert et Pauline Beaumont, Paris, Perrin et Cie, 1924.
- Les folies amoureuses (roman), Paris, Ernest Flammarion, 1925.
- Le cruel amour (roman), Paris, Ernest Flammarion, 1925.
- Éloge de la frivolité, Paris, Hachette, 1925.
- La Vie amoureuse de Julie de Lespinasse, Paris, Ernest Flammarion (collection Leurs amours), 1925.
- Suzanne et le plaisir, Paris, Fayard, 1926.

Articles
- « Gilbert Augustin-Thierry », article in La Revue des Deux Mondes, rubrique « Revue littéraire », 1er janvier 1916, p. 216 ; texte en ligne sur wikisource.

## Distinctions
- Chevalier de la Légion d'honneur (5 juillet 1913)
- Officier de la Légion d'honneur (31 juillet 1921)[4]. Il est fait officier par Paul Bourget le 18 octobre 1921.